# Scandinavian Cup w biegach narciarskich 2018/2019
Scandinavian Cup w biegach narciarskich 2018/2019 – kolejna edycja tego cyklu zawodów. Rywalizacja rozpoczęła się 14 grudnia 2018 r. w szwedzkiej miejscowości Östersund, a zakończyła się 3 marca 2019 r. w łotewskiej miejscowości Madona.
Obrońcami tytułu są reprezentanci Norwegii wśród kobiet Tiril Udnes Weng a wśród mężczyzn Martin Løwstrøm Nyenget.

## Kalendarz i wyniki

### Kobiety
| Lp | Data            | Miejscowość | Dystans                            | 1. miejsce        | 2. miejsce         | 3. miejsce               |
| -- | --------------- | ----------- | ---------------------------------- | ----------------- | ------------------ | ------------------------ |
| 1. | 14 grudnia 2018 | Östersund   | Sprint s. klasycznym               | Anna Svendsen     | Anne Kjersti Kalvå | Anna Dyvik               |
| 2. | 15 grudnia 2018 | Östersund   | 10 km s. klasycznym                | Odwołano          | Odwołano           | Odwołano                 |
| 3. | 16 grudnia 2018 | Östersund   | 10 km s. dowolnym                  | Astrid Øyre Slind | Linn Sömskar       | Moa Molander Kristiansen |
| 4. | 4 stycznia 2019 | Vuokatti    | Sprint s. dowolnym                 | Johanna Hagström  | Moa Lundgren       | Anne Kjersti Kalvå       |
| 5. | 5 stycznia 2019 | Vuokatti    | 10 km s. klasycznym                | Frida Karlsson    | Anne Kjersti Kalvå | Jana Kirpiczenko         |
| 6. | 6 stycznia 2019 | Vuokatti    | 20 km s. dowolnym (start masowy)   | Frida Karlsson    | Anne Kjersti Kalvå | Eveliina Piippo          |
| 7. | 1 marca 2019    | Madona      | Sprint s. dowolnym                 | Moa Lundgren      | Linn Svahn         | Emma Ribom               |
| 8. | 2 marca 2019    | Madona      | 5 km s. klasycznym                 | Johanna Hagström  | Lisa Vinsa         | Elina Rönnlund           |
| 9. | 3 marca 2019    | Madona      | 10 km s. dowolnym (bieg pościgowy) | Moa Lundgren      | Emma Ribom         | Johanna Hagström         |

### Mężczyźni
| Lp | Data            | Miejscowość | Dystans                            | 1. miejsce              | 2. miejsce            | 3. miejsce              |
| -- | --------------- | ----------- | ---------------------------------- | ----------------------- | --------------------- | ----------------------- |
| 1. | 14 grudnia 2018 | Östersund   | Sprint s. klasycznym               | Pål Trøan Aune          | Torgeir Sulen Hovland | Erik Valnes             |
| 2. | 15 grudnia 2018 | Östersund   | 15 km s. klasycznym                | Odwołano                | Odwołano              | Odwołano                |
| 3. | 16 grudnia 2018 | Östersund   | 15 km s. dowolnym                  | Daniel Richardsson      | Daniel Stock          | Harald Østberg Amundsen |
| 4. | 4 stycznia 2019 | Vuokatti    | Sprint s. dowolnym                 | Erik Valnes             | Sondre Turvoll Fossli | Håvard Solås Taugbøl    |
| 5. | 5 stycznia 2019 | Vuokatti    | 15 km s. klasycznym                | Iivo Niskanen           | Mattis Stenshagen     | Aleksiej Czerwotkin     |
| 6. | 6 stycznia 2019 | Vuokatti    | 30 km s. dowolnym (start masowy)   | Mattis Stenshagen       | Jan Thomas Jenssen    | Aleksiej Czerwotkin     |
| 7. | 1 marca 2019    | Madona      | Sprint s. dowolnym                 | Gjøran Tefre            | Mattis Stenshagen     | Erik Valnes             |
| 8. | 2 marca 2019    | Madona      | 10 km s. klasycznym                | Daniel Stock            | Mattis Stenshagen     | Martin Løwstrøm Nyenget |
| 9. | 3 marca 2019    | Madona      | 15 km s. dowolnym (bieg pościgowy) | Martin Løwstrøm Nyenget | Mattis Stenshagen     | Gjøran Tefre            |

## Klasyfikacje
| Lp. | Zawodniczka              | Punkty |
| --- | ------------------------ | ------ |
| 1.  | Anne Kjersti Kalvå       | 407    |
| 2.  | Johanna Hagström         | 335    |
| 3.  | Moa Lundgren             | 314    |
| 4.  | Emma Ribom               | 240    |
| 5.  | Julie Myhre              | 221    |
| 6.  | Lisa Vinsa               | 209    |
| 6.  | Elina Rönnlund           | 209    |
| 8.  | Moa Olsson               | 200    |
| 9.  | Tiril Liverud Knudsen    | 195    |
| 10. | Frida Karlsson           | 194    |
| 11. | Anna Dyvik               | 187    |
| 12. | Hedda Østberg Amundsen   | 184    |
| 13. | Moa Molander Kristiansen | 181    |
| 14. | Marte Mæhlum Johansen    | 179    |
| 15. | Emilie Fleten            | 168    |

| Lp. | Zawodnik                  | Punkty |
| --- | ------------------------- | ------ |
| 1.  | Mattis Stenshagen         | 399    |
| 2.  | Daniel Stock              | 284    |
| 3.  | Harald Østberg Amundsen   | 259    |
| 4.  | Martin Løwstrøm Nyenget   | 253    |
| 5.  | Erik Valnes               | 248    |
| 6.  | Gjøran Tefre              | 241    |
| 7.  | Johan Hoel                | 228    |
| 8.  | Erland Kvisle             | 210    |
| 9.  | Gaute Kvåle               | 203    |
| 10. | Pål Trøan Aune            | 184    |
| 11. | Mikael Gunnulfsen         | 173    |
| 12. | Jan Thomas Jenssen        | 172    |
| 13. | Ole Jørgen Bruvoll        | 164    |
| 14. | Thomas Bucher-Johannessen | 152    |
| 15. | Jørgen Sæternes Ulvang    | 132    |